# Baidu
A Baidu Inc. (kínaiul 百度, pinjin átírással Bǎidù, magyarosan Pajtu) Kína egyik legnagyobb technológiai vállalata, a BAT néven ismert hármas (Pajtu (Baidu), Alibaba, Tencent) egyike. 2000. január 18-án jegyezték be (NASDAQ, BIDU). Elsősorban azonos nevű internetes keresőportáljáról ismert, ezért az amerikai Google kínai megfelelőjeként is említik.

## Tevékenysége
A Pajtu (Baidu) 57 keresési és közösségi szolgáltatást ajánl felhasználóinak, melyek közül a zászlóshajó a kínai internetes keresések 80%-át bonyolító Baidu.com. A kínai nyelvű Pajtu (Baidu) weboldalakat, zenei fájlokat, képeket indexel. 2017 augusztusában az Alexa internetes rangsorban a 4. helyen szerepelt, közvetlenül a Google, a YouTube és a Facebook honlapja után; ezt a pozícióját 2019 elején is tartotta.
A Baidu Maps térkép-, a Baidu News hír-, a Baidu Image Search képkeresési, a Baidu Tongji webanalitikai szolgáltatás, a Baidu Browser böngésző a Baidu Tuiguang hirdetési platform; emellett vírusirtókkal és közösségi platformokkal (pl. Baidu Tieba fórumrendszer), zeneletöltéssel és felhőszolgáltatással is foglalkozik.
Szolgáltatásainak egyike a Baidu Baike enciklopédia, 2017 augusztusában 15 millió szócikkével. (A kínai nyelvű Wikipédia ugyanekkor kb. 950 ezer, a Baike.com pedig 16,6 millió szócikket tartalmazott.)
Többségi részesedése van az iQiyi online videószolgáltatóban. 2017-ben belépett az önvezető járművek fejlesztésének területére is; 2018-ban mutatták be a King Long és számos további cég együttműködésével fejlesztett Apolong önvezető autóbuszt.
A kínai kormányzat által 2017-ben bejelentett Következő Generációs Mesterséges Intelligencia Fejlesztési Terv megvalósításában az önvezető járművekért felelős.

## Történelem
2007 decemberében a Pajtu (Baidu) lett az első kínai cég, melyet a NASDAQ-100 index jegyzett.
1,74 milliárd ¥ renminbi hozamot produkált.[forrás?]